# Green Valley, Arizona
Green Valley je naseljeno područje za statističke svrhe u američkoj saveznoj državi Arizona. Prema popisu stanovništva iz 2010. u njemu je živjelo 21,391 stanovnika.